# Truth (álbum de Jeff Beck)
Truth es el primer álbum de estudio como solista de Jeff Beck.
Fue editado por EMI Columbia en el Reino Unido y Epic en los Estados Unidos en 1968.

## Detalles
Después de dejar The Yardbirds a finales de 1966, Jeff Beck había lanzado tres sencillos, dos en 1967 cantando la voz principal, y uno instrumental en 1968. Todos habían sido éxitos en la lista británica de sencillos, y se caracterizaron por tener como caras A canciones pop comerciales, bajo las instancias del productor Mickie Most. Los números blues y hard rock fueron trasladados a las caras B, Para la grabación del álbum, Beck optó por grabar temas más fieles a su estilo.
Las sesiones de grabación del álbum se llevaron durante cuatro días, el 14 y 15 de mayo y el 25 y 26 de mayo de 1968. Nueve canciones se tomaron de estas sesiones, incluyendo covers de "Ol 'Man River", de Jerome Kern, la melodía medieval "Greensleeves", y "Morning Dew" de Bonnie Dobson, un éxito de 1966 de Tim Rose. Beck grabó dos estándares del Chicago blues: las canciones de Muddy Waters "You Shook Me" y Howlin Wolf "I Ain't Superstitious". El álbum comenzó con una canción interpretada por la anterior banda de Beck, "Shapes of Things". Tres canciones originales fueron acreditadas a "Jeffrey Rod", un seudónimo de Beck y Stewart, las cuales fueron reelaboraciones de canciones de blues: "Let Me Love You", tomado como base la canción del mismo título de Buddy Guy; "Rock My Plimsoul" de "Rock Me Baby" de BB King; y "Blues Deluxe" similar a otra canción de BB King, "Blues Gambler". "Plimsoul" ya había sido grabada previamente por como cara B del sencillo "Tallyman" de 1967, y el último tema es un instrumental con Jimmy Page, John Paul Jones, Keith Moon, y el pianista Nicky Hopkins, "Beck's Bolero", el cual había sido lanzado como cara B del sencillo "Hi Ho Silver Lining" y remezclado en estéreo para el álbum. Debido a temas contractuales, Moon fue acreditado en el álbum como "You Know Who".

## Lista de canciones

### Cara A
| N.º | Título             | Escritor(es)                                | Duración |  |
| 1.  | «Shapes of Things» | Jim McCarty, Keith Relf, Paul Samwell-Smith | 3:22     |  |
| 2.  | «Let Me Love You»  | Jeffrey Rod                                 | 4:44     |  |
| 3.  | «Morning Dew»      | Bonnie Dobson                               | 4:40     |  |
| 4.  | «You Shook Me»     | Willie Dixon, J. B. Lenoir                  | 2:33     |  |
| 5.  | «Ol' Man River»    | Jerome Kern, Oscar Hammerstein II           | 4:01     |  |

### Cara B
| N.º | Título                  | Escritor(es) | Duración |  |
| 6.  | «Greensleeves»          | Tradicional  | 1:50     |  |
| 7.  | «Rock My Plimsoul»      | Jeffrey Rod  | 4:13     |  |
| 8.  | «Beck's Bolero»         | Jimmy Page   | 2:54     |  |
| 9.  | «Blues Deluxe»          | Jeffrey Rod  | 7:33     |  |
| 10. | «I Ain't Superstitious» | Willie Dixon | 4:53     |  |

### Pistas adicionales - 2006 Remaster
| N.º | Título                              | Escritor(es)                             | Duración |  |
| 11. | «I've Been Drinking»                | Jeffrey Rod                              | 3:25     |  |
| 12. | «You Shook Me (Take 1)»             | Willie Dixon, J. B. Lenoir               | 2:31     |  |
| 13. | «Rock My Plimsoul (Single Version)» | Jeffrey Rod                              | 3:42     |  |
| 14. | «Beck's Bolero (Single Version)»    | Jimmy Page                               | 3:11     |  |
| 15. | «Blues Deluxe (Take 1)»             | Jeffrey Rod                              | 7:31     |  |
| 16. | «Tallyman»                          | Graham Gouldman                          | 2:46     |  |
| 17. | «Love Is Blue»                      | André Popp, Pierre Cour, Brian Blackburn | 2:57     |  |
| 18. | «Hi Ho Silver Lining»               | Scott English, Laurence Weiss            | 3:46     |  |

## Publicación
Truth fue reeditado nuevamente en CD, con una nueva remasterización, el 10 de septiembre de 2006 por Sony Music en Estados Unidos y EMI en el resto del mundo. Incluye un total de ocho bonus tracks que corresponden a dos versiones alternativas de "You Shook Me" y "Blues Deluxe" y los tres sencillos (tanto las caras A como B) lanzados por Beck entre 1967 y 1968. El álbum fue reeditado en abril de 2021 en formato SACD híbrido por Mobile Fidelity Sound Lab.

## Personal
- Jeff Beck - guitarra
- Rod Stewart - voz
- Ronnie Wood - bajo
- Micky Waller - batería

Músicos adicionales
- Nicky Hopkins - teclados
- J.P.Jones - hammond on OL' Man River